# Dwór w Służejowie
Dwór w Służejowie – zabytkowy dwór wzniesiony w  XVII w. w Służejowie.

## Położenie
Dwór leży we wsi w Polsce położonej w województwie dolnośląskim, w powiecie ząbkowickim, w  gminie Ziębice.

## Opis
Renesansowy dwór wybudowany około 1600 r., przebudowany w latach: 1801, 1831, 1933-35. Obiekt dwukondygnacyjny założony na planie prostokąta, kryty czterospadowym dachem mansardowym z sześciokondygnacyjną wieżą od frontu, wybudowaną na planie kwadratu, przechodzącą w ośmioboczną. W wieży główne wejście w kamiennym portalu. Nad nim płycina z dwoma kartuszami trzymanymi po bokach przez gryfy zawierającymi herby rodów: von Czirn (L) i  von Pannwitz (P), zwieńczona trójkątnym frontonem z głową anioła ze skrzydłami w środku. Obiekt jest częścią zespołu dworskiego, w skład którego wchodzi jeszcze park.

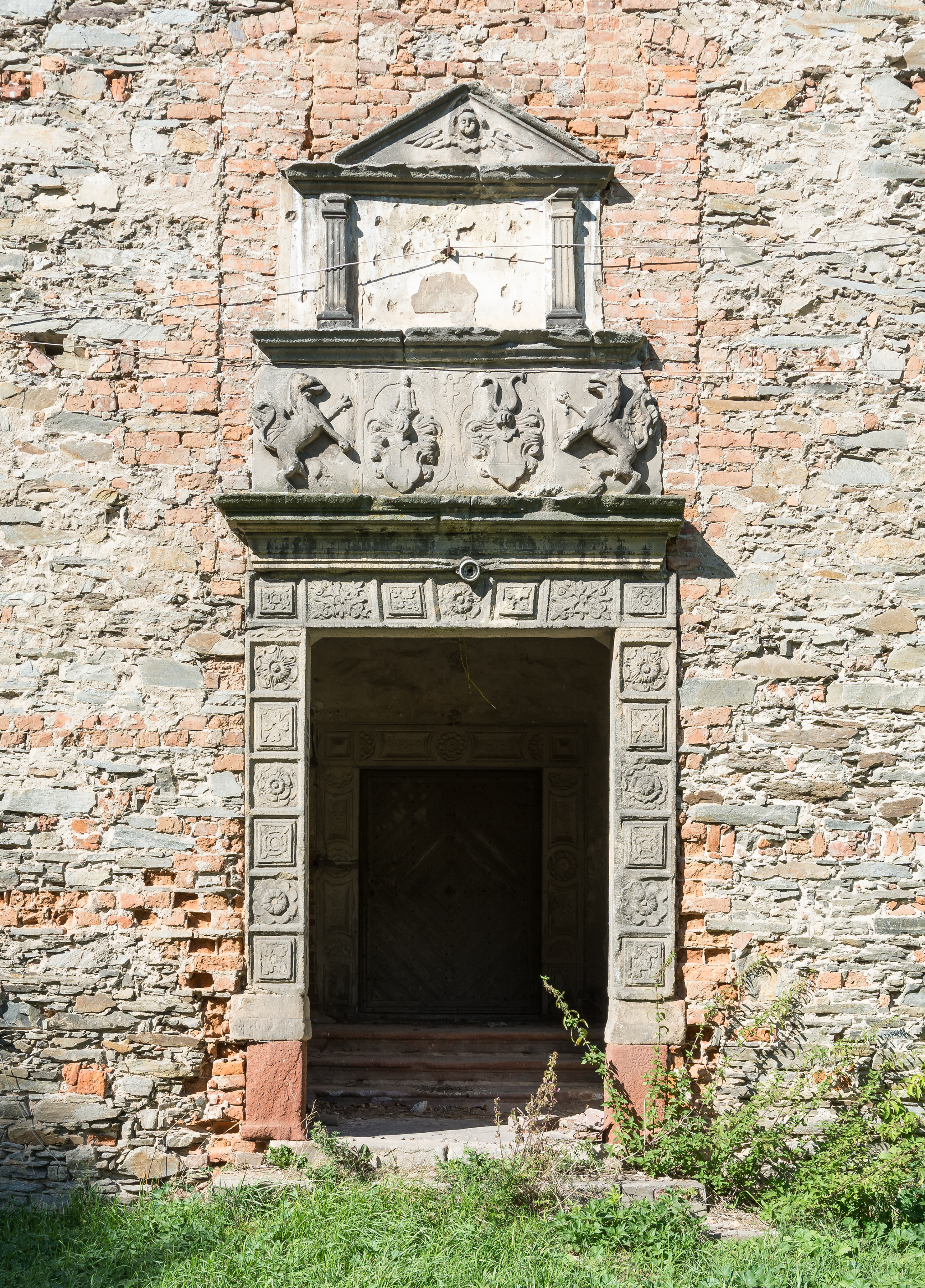
Portal z herbami
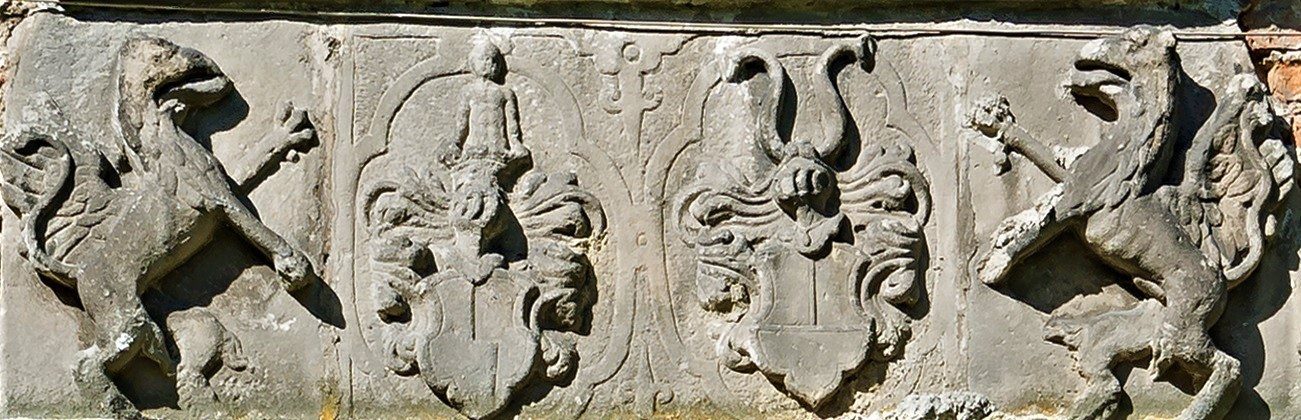
Herby
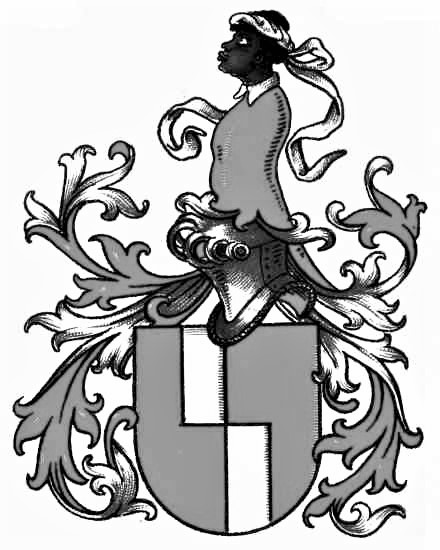
Herb von Czirn
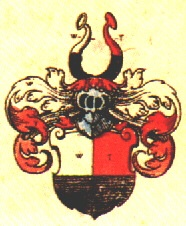
Herb von Pannwitz